# Гипотеза изначально гидридной Земли
Гипотеза изначально гидридной Земли — гипотеза, выдвинутая советским геологом В. Н. Лариным в 1968 году.
В. Н. Ларин утверждал, что ядро Земли в значительной степени состоит из гидридов металлов. Его гипотеза не согласуется с общепринятыми научными взглядами на строение Земли, согласно которым земное ядро содержит 85,5 % массовой доли железа, 6 % кремния, 5,2 % никеля, 1,9 % серы и других элементов, среди которых водород располагается на последнем месте. Являясь вариантом гипотезы расширяющейся Земли, гипотеза Ларина также противоречит современной геологической теории тектоники плит.

## Содержание гипотезы
Автор гипотезы сопоставил элементный состав нескольких объектов Солнечной системы (пары Земля-Солнце, Земля-астероиды, Земля-Луна), построил пропорции распределения химических элементов в них. В поиске причин такого распределения элементов он сделал вывод, что при формировании протопланетного диска в ранней Солнечной системе на распределение элементов сильно влияла ионизация вещества, а из-за взаимодействия с магнитным полем происходило дополнительное разделение элементов в зависимости от их потенциалов ионизации
Исходя из своего предположения, В. Н. Ларин решил, что ранняя Земля состояла по большей части из гидридов металлов и сохранила их в составе ядра (во внешнем ядре — раствор водорода в металлах, во внутреннем — гидриды металлов). По традиционным представлениям водорода в ядре содержится не более 600 частей на миллион (0.06 % по массе), а в составе всей планеты — 260 частей на миллион (0,026 % по массе). При этом В. Н. Ларин утверждает, что практически весь кислород был вытеснен в верхнюю мантию и кору, сложенные ныне силикатно-оксидными соединениями, а между литосферой и ядром находится «металлосфера», состоящая из соединений кремния, магния и железа (общепринятые представления о мантии Земли — в основном она состоит из силикатов и оксидов магния и железа с небольшой, около 10 % долей разных соединений кислорода и кремния с калием, кальцием, алюминием и железом, с общим содержание кислорода около 45 массовых процентов).
Согласно гипотезе, ключевая роль в эволюции Земли отводится водороду, который в процессе распада гидридов выделяется из ядра планеты через земную кору в атмосферу, причём неравномерно. Периоды активной «водородной дегазации» Земли, сопровождающиеся расширением планеты, по мнению Ларина, сменяются периодами относительного покоя для накопления энергии и начала следующего цикла.
Гипотеза Ларина предсказывает возможность обнаружить бескислородные интерметаллические силициды в областях активного рифтогенеза на глубинах порядка 30 км.

## Критика
- Доктора геологических наук Короновский и Гончаров утверждают, что на 2009 год термодинамические расчеты показывают невозможность существования устойчивых гидридов продуктов конденсированного среднего космического вещества при любых температурах. Этим, по мнению Короновского и Гончарова, объясняется то, что гипотеза Ларина об изначально гидридной Земле не нашла себе сторонников в научном сообществе и практически не используется в научных работах.[14]
- В соответствие с гипотезой Ларина, высокая плотность внутреннего ядра Земли объясняется большой сжимаемостью гидридов металлов за счет сильной деформации гидрид-ионов. Согласно лабораторным исследованиям, сжатие гидридов металлов не сопровождается аномально большим ростом их плотности. Таким образом, допущение Ларина об аномально большой сжимаемости гидридов металлов не подтверждается.[15]
- Позже, благодаря разработанному в 2006 году под руководством химика-кристаллографа Артёма Оганова эволюционному алгоритму, ученые из МГУ пришли к выводу о том, что водород не может играть большой роли в ядре Земли[16]: «одним лишь водородом нельзя объяснить ни одного свойства ядра Земли. Водород может присутствовать в маленьких количествах, но главным элементом-примесью в ядре Земли он быть не может».
- Данные современной геофизики указывают на неизменность радиуса Земли как в прошлых геологических эпохах, так и в наши дни:
  1. Измерения при помощи современных высокоточных геодезических технологий показывают, что земной шар не изменяет свой радиус с точностью до 0,2 мм в год[17][18].
  2. Палеомагнитные данные свидетельствуют, что радиус нашей планеты 400 миллионов лет назад составлял 102 ± 2.8 процента от текущего радиуса[18][19].
  3. Оценки момента инерции Земли по палеозойским породам свидетельствуют о том, что за последние 620 миллионов лет не происходило значительного изменения массы земного шара[20].